# Zamość-Gajówka
Zamość-Gajówka – osada leśna w Polsce położona w województwie mazowieckim, w powiecie sierpeckim, w gminie Rościszewo.
W latach 1975–1998 miejscowość należała administracyjnie do województwa płockiego.